# Kim Chang-Hee
Kim Chang-Hee (n. 14 februarie 1921 – d. 18 ianuarie 1990) a fost un halterofil ce a reprezentat Coreea de Sud, medaliat olimpic. A participat la 3 ediții ale Jocurilor Olimpice (1948, 1952, 1956) în care a câștigat o medalie de bronz.